# Spittelberg (Wien)

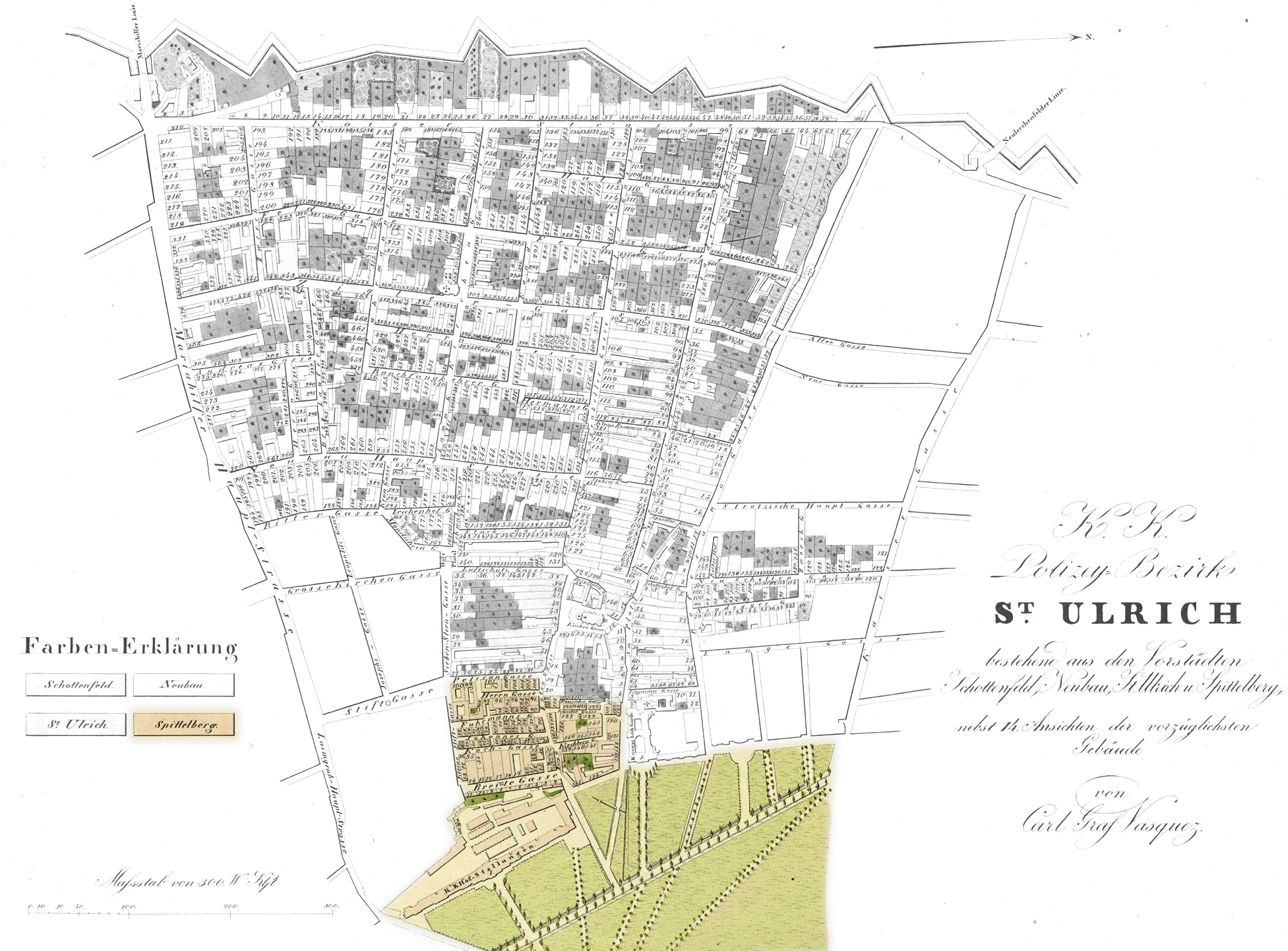
Carl Graf Vasques: Schottenfeld, Neubau, St. Ulrich und Spittelberg (farblich hervorgehoben) um 1830

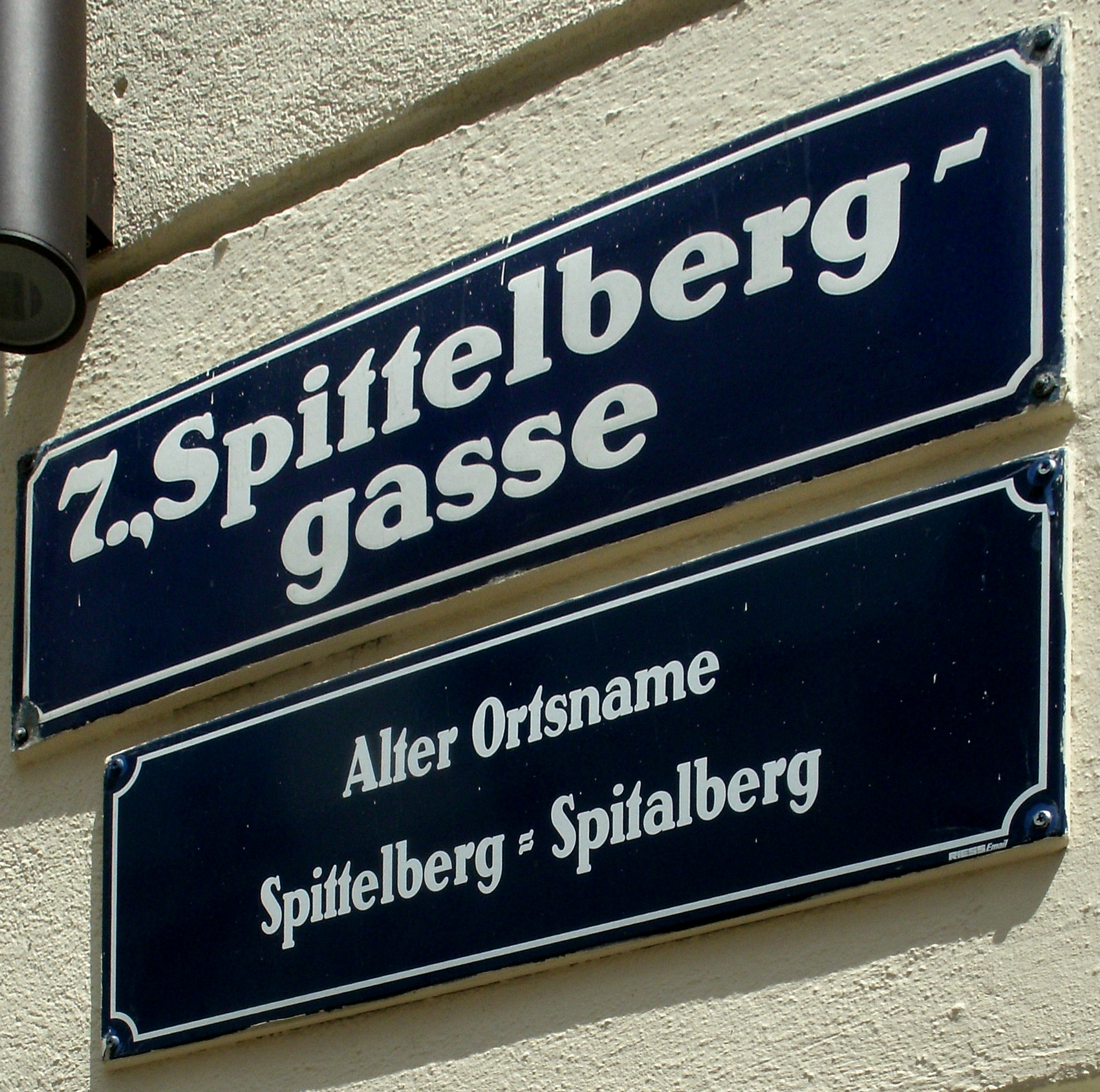
Straßenschild mit Hinweis auf den alten Ortsnamen

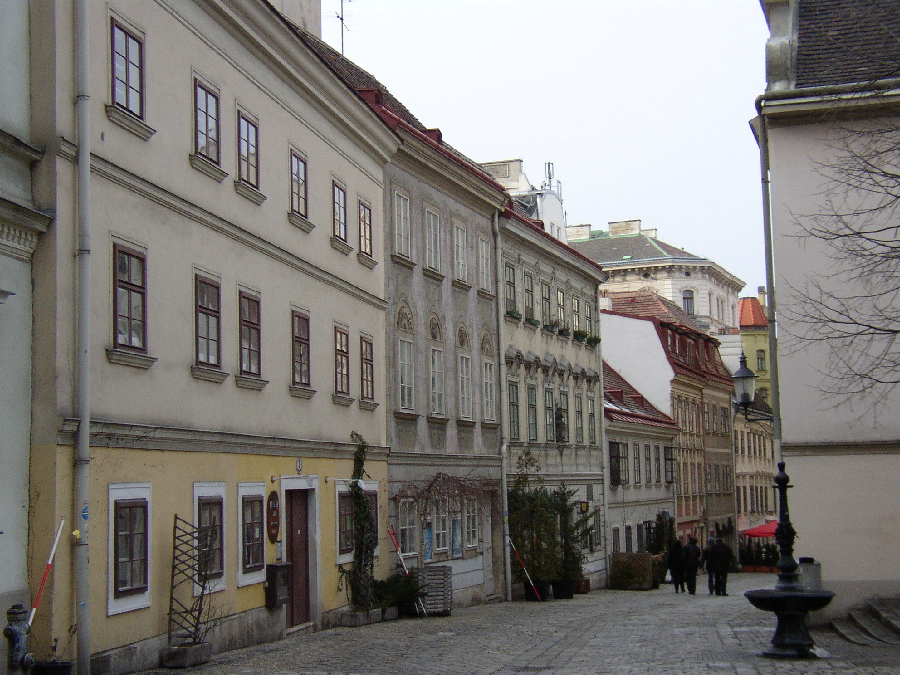
Spittelberggasse heute

Der Spittelberg war bis 1850 eine eigenständige Gemeinde und ist heute ein Stadtteil Wiens im 7. Wiener Gemeindebezirk Neubau.
Das Gebiet ist heute von der Stadt Wien als bauliche Schutzzone definiert.

## Geschichte
Das Gebiet des Spittelbergs wurde im Jahre 1525 vom Bürgerspital erworben, woraus sich der ursprüngliche Name Spitalberg ableitete. Das Gebiet rund um den Spittelberg war ursprünglich Weideland, das von verschiedenen Höfen bewirtschaftet wurde. Im Gegensatz zu vielen anderen Vorstädten entwickelte es sich daher nicht aus einem Dorf. Daher konnte Sigmund Freiherr von Kirchberg 1675 die Gründe gewinnbringend an Zuwanderer verpachten. Auf Grund der vielen Burgenlandkroaten, die sich hier ansiedelten, scheint daher ab 1683 auf Plänen und in Chroniken zur Zweiten Wiener Türkenbelagerung namentlich ein Kroatendorf auf, das bereits 1609 in einem Kupferstich erfasst wurde. Dieses wurde bei der Türkenbelagerung zerstört. Im Volksmund hielt sich der Name Crobotendörfl und bezeichnete das Gebiet um die Breite Gasse und die Kirchbergasse, wo auch danach in rund dreißig Häusern „Ungarn und Kroaten“ (Burgenlandkroaten) lebten.
Während der Zweiten Wiener Türkenbelagerung wurde die Gegend schwer in Mitleidenschaft gezogen, je nach Quellenlage durch die belagernden Türken oder aber durch die Verteidiger, die rechtzeitig mit einer Demolierung den Türken die Möglichkeit, sich zu verschanzen nehmen wollten. Danach wurden die Häuser wieder aufgebaut, viele der nur zugeschütteten Keller sind noch aus der Zeit vor der Türkenbelagerung.
1850 kam der eigenständige Ort als Teil des neuen Bezirkes Neubau zu Wien. Erst in dieser Zeit setzte sich der Name Spittelberg allmählich durch. Vom 18. bis Mitte des 20. Jahrhunderts hatte der Spittelberg einen sehr schlechten Ruf, da die enge Bebauung der Gesundheit abträglich und das Gebiet eine Hochburg der Prostitution war.
Heute ist dieser Stadtteil ein Beispiel für eine Luxussanierung beziehungsweise Gentrifizierung. Charakteristisch für den Spittelberg sind die vielen gut erhaltenen Biedermeierhäuser sowie die schmalen Gassen, die einen Eindruck vom ursprünglichen Dorf vermitteln. Vor allem wegen des alljährlichen Weihnachtsmarktes ist der Spittelberg heute über die Grenzen der Stadt hinaus bekannt geworden. Aufgrund der hohen Dichte an Lokalen und Kunsthandwerksbetrieben bildet der Spittelberg mit dem benachbarten MuseumsQuartier ein Szeneviertel nahe der Inneren Stadt. Er gehört zur Welterbestätte Historisches Zentrum von Wien.

Spittelberggasse
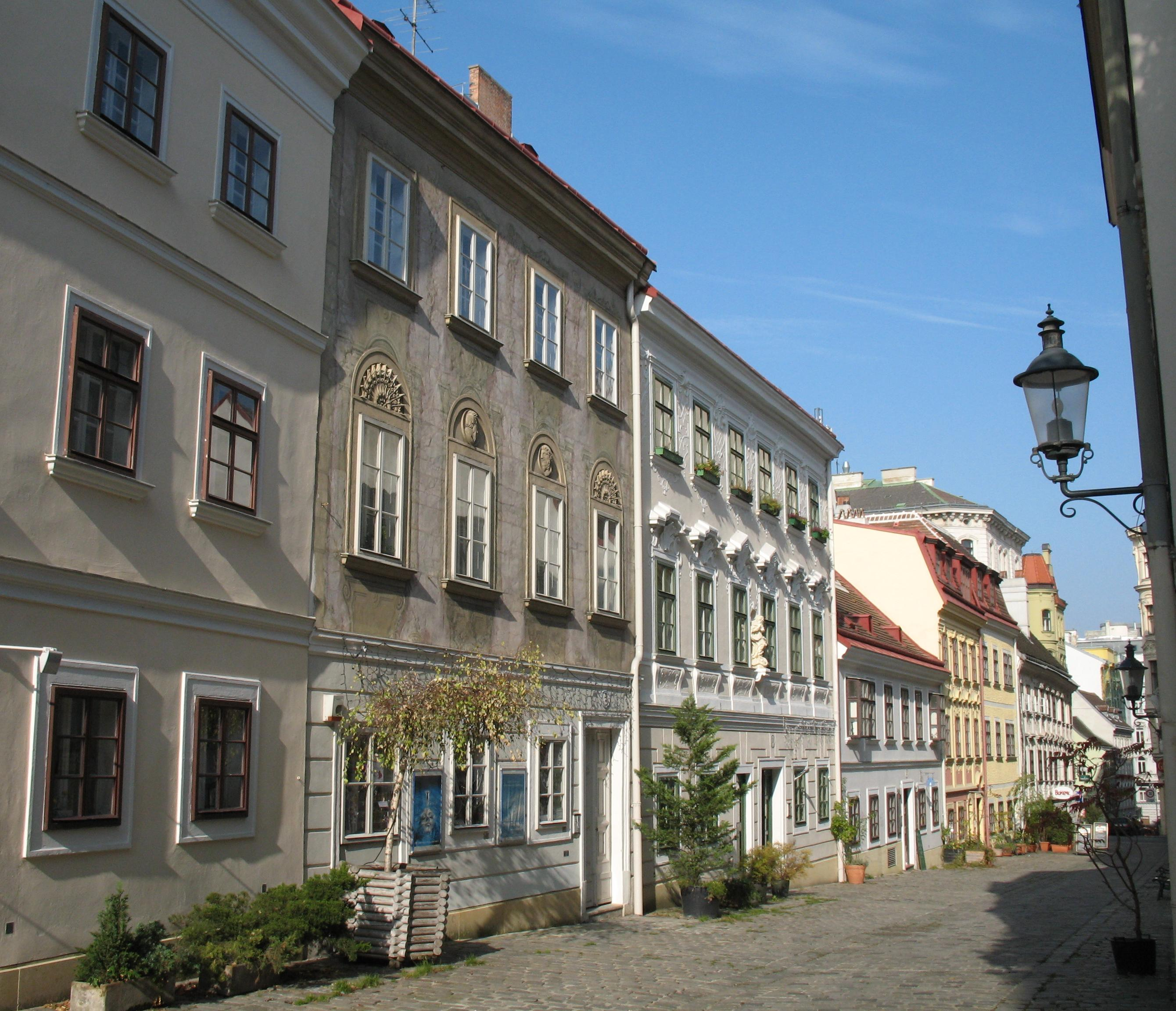
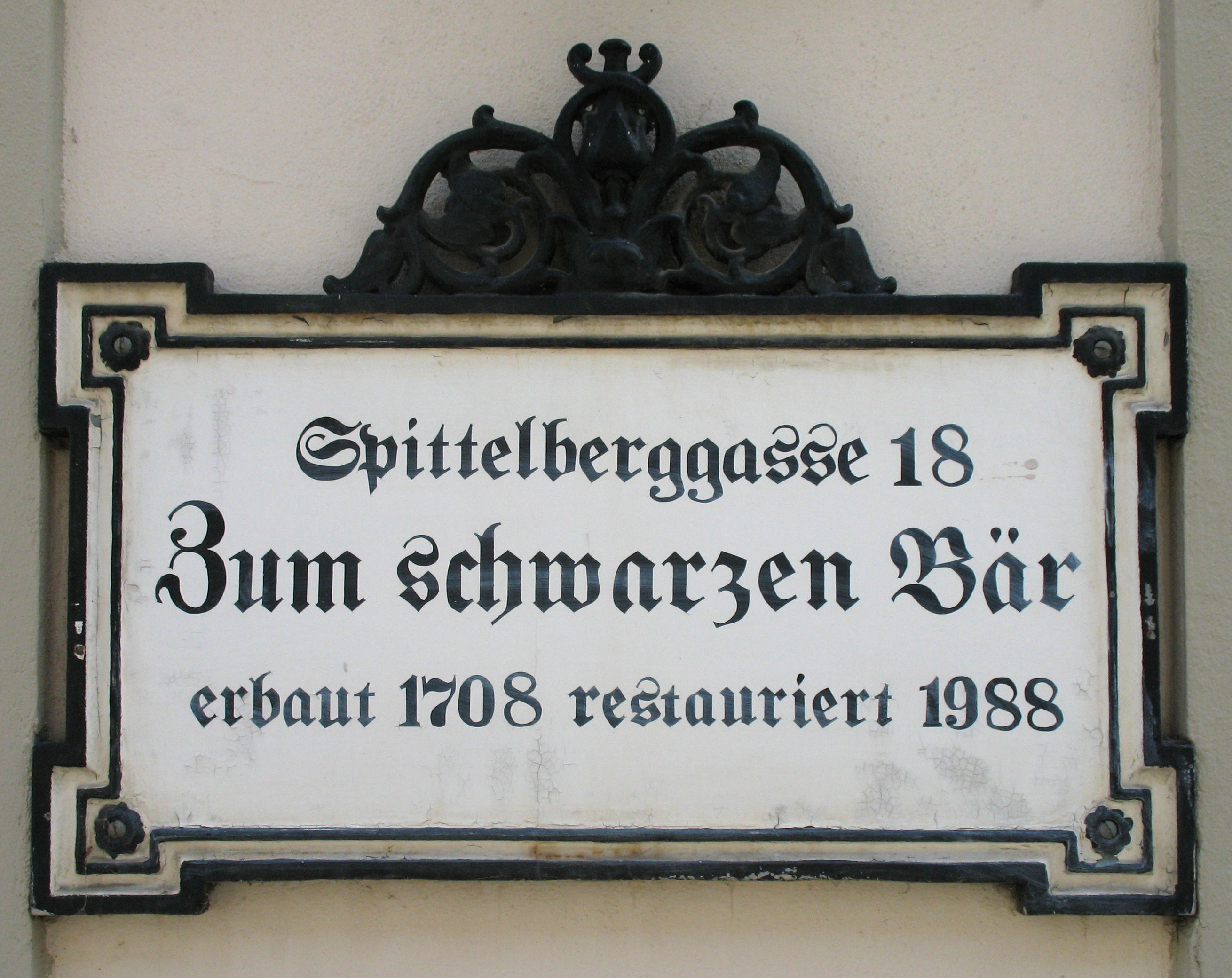
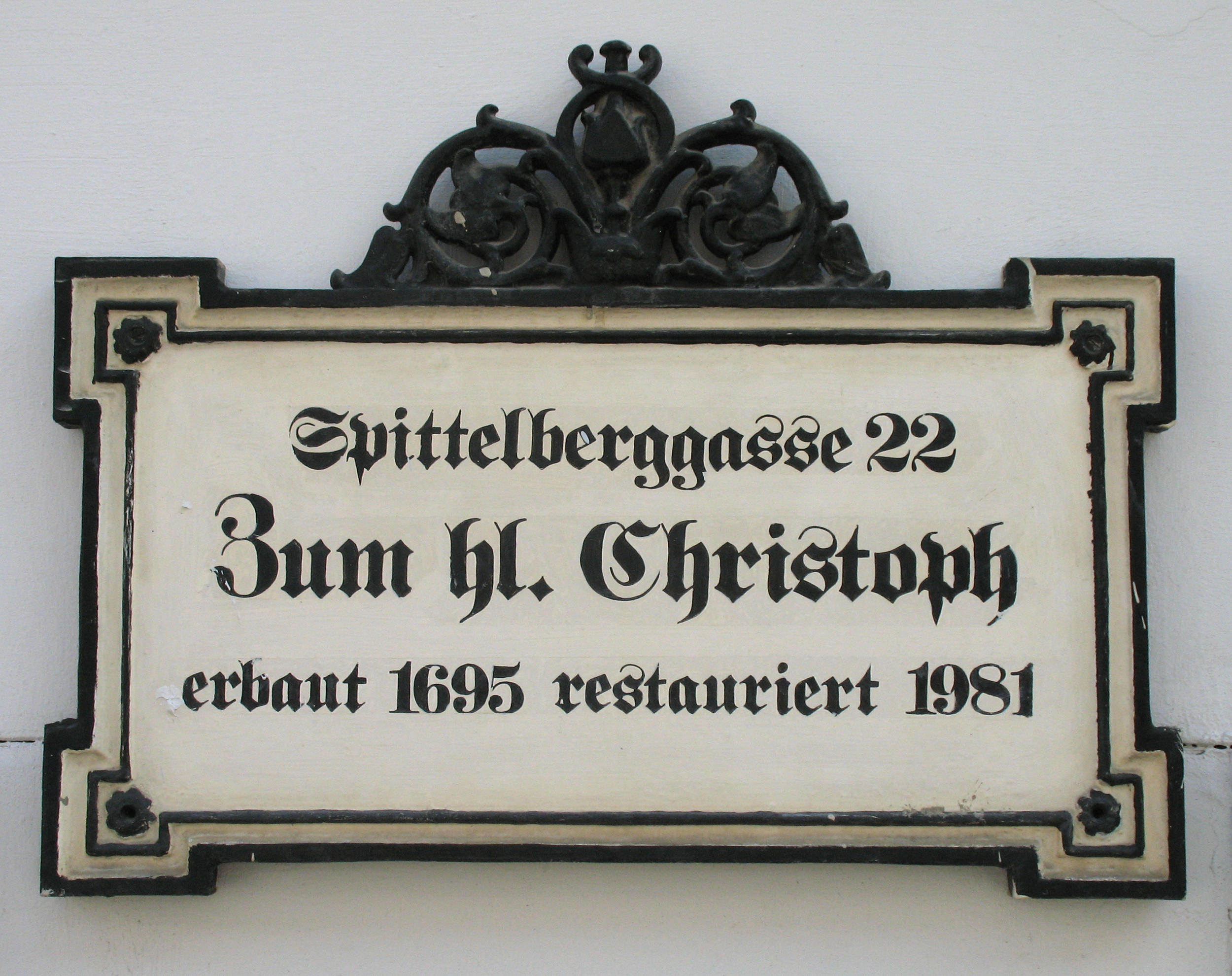
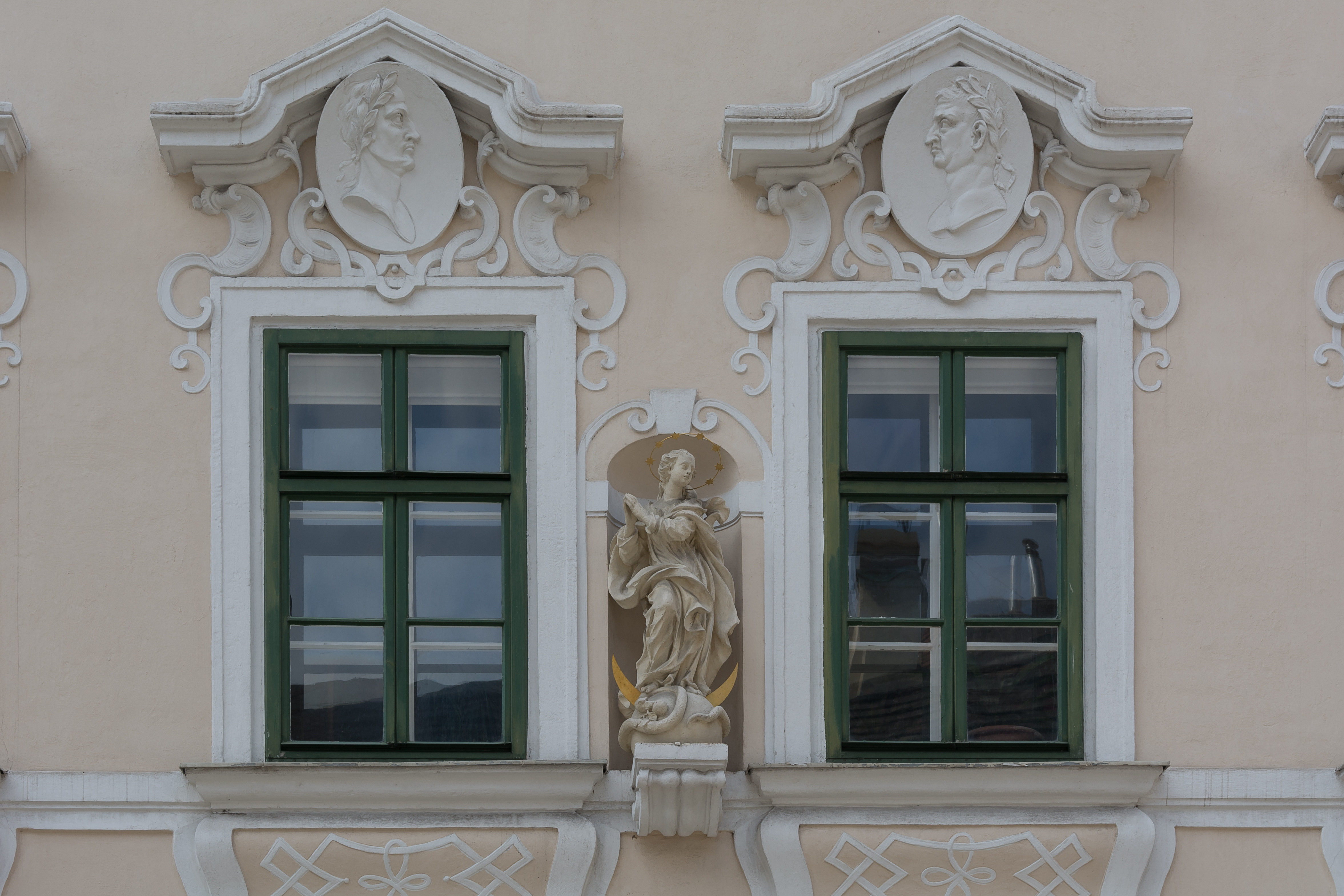
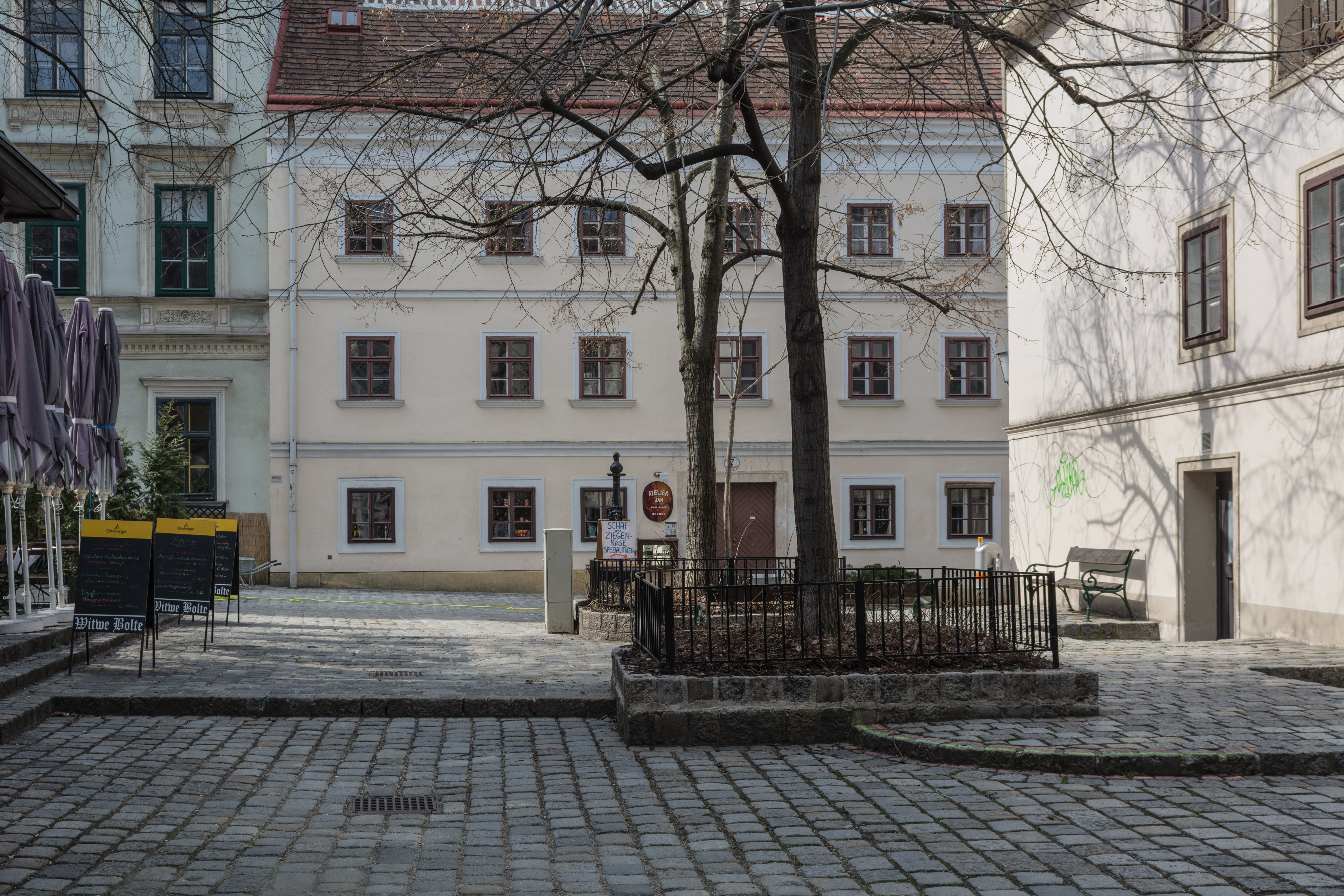

## Persönlichkeiten
- Anton Andreas Pichler (1770–1823), Buchdrucker, Buchhändler und Verleger
- Thomas Ender (1793–1875), Landschaftsmaler und Aquarellist
- Friedrich von Amerling (1803–1887), Maler
- Theodor Petter (1822–1872), Maler
- Franziska Feifalik (1842–1911), Friseurin der Kaiserin Elisabeth von Österreich-Ungarn
- Richard Gach (1930–1991), Architekt